# Saco (Maine)
Saco es una ciudad ubicada en el condado de York, Maine, Estados Unidos. Según el censo de 2020, tiene una población de 20 381 habitantes.
La ciudad recibe mucho turismo durante los meses de verano debido a sus parques de diversiones y su proximidad a la playa Old Orchard.

## Geografía
Está ubicada en las coordenadas 43°31′41″N 70°25′11″O / 43.52806, -70.41972. Según la Oficina del Censo de los Estados Unidos, Saco tiene una superficie total de 136.82 km², de la cual 99.93 km² corresponden a tierra firme y 36.89 km² es agua.

## Demografía
Según el censo de 2020, hay 20 381 personas residiendo en Saco. La densidad de población es de 203.95 hab./km². El 90.58 % son blancos, el 1.65 % son afroamericanos, el 0.22 % son amerindios, el 1.81 % son asiáticos, el 0.01 % son isleños del Pacífico, el 0.85 % son de otras razas y el 4.88 % son de una mezcla de razas. Del total de la población, el 2.18 % son hispanos o latinos de cualquier raza.